# Matriz de diagonal estrictamente dominante
En matemáticas, y concretamente en álgebra lineal, una matriz es de diagonal estrictamente dominante, cuando lo es por filas o por columnas. 
- Lo es por filas cuando, para todas las filas, el valor absoluto del elemento de la diagonal de esa fila es estrictamente mayor que la norma del resto de elementos de esa fila.
- Lo es por columnas cuando, para todas las columnas, el valor absoluto del elemento de la diagonal de esa columna es estrictamente mayor que la norma del resto de elementos de esa columna.

Formalmente, se dice que la matriz A de n x n es estrictamente diagonal dominante por filas cuando se satisface:
{\displaystyle |a_{i,i}|>\sum _{j=1,j\neq i}^{n}|a_{i,j}|,\forall i\in \mathbb {N} :1\leq i\leq n}

## Lema deHadamard

### Enunciado
Si {\displaystyle A=((a_{i,j})_{i,j\in [\![1,n]\!]})} es una matriz de diagonal estrictamente dominante, entonces {\displaystyle A} es invertible.

### Demostración
Por Contrarrecíproco. Supongamos que {\displaystyle A} no es invertible, entonces su núcleo no se reduce a cero

 existe entonces un vector :  {\displaystyle X={\begin{pmatrix}x_{1}\\x_{2}\\\vdots \\x_{n}\end{pmatrix}}\neq 0}   tal que   {\displaystyle AX=0}  .

  Entonces, se tiene que:  {\displaystyle \forall i\in [\![1,n]\!],\ \sum _{j=1}^{n}a_{i,j}x_{j}=0.}

 Como {\displaystyle X\neq 0}, existe {\displaystyle x_{i_{0}}\neq 0} tal que {\displaystyle |x_{i_{0}}|=\max \left\{{|x_{i}|,i\in [\![1,n]\!]}\right\}}.

 Tenemos :  {\displaystyle -a_{i_{0},i_{0}}x_{i_{0}}=\sum _{j=1 \atop j\neq i_{0}}^{n}a_{i_{0},j}x_{j}}  , de donde  {\displaystyle |a_{i_{0},i_{0}}x_{i_{0}}|\leqslant \sum _{j=1 \atop j\neq i_{0}}^{n}|a_{i_{0},j}x_{j}|}  ,

 y como :  {\displaystyle \forall j\in [\![1,n]\!],\ {\frac {|x_{j}|}{|x_{i_{0}}|}}\leqslant 1}  ,

 se obtiene
{\displaystyle |a_{i_{0},i_{0}}|\leqslant \sum _{j=1 \atop j\neq i_{0}}^{n}|a_{i_{0},j}|{\frac {|x_{j}|}{|x_{i_{0}}|}}\leqslant \sum _{j=1 \atop j\neq i_{0}}^{n}|a_{i_{0},j}|}

 Finalmente, {\displaystyle |a_{i_{0},i_{0}}|\leqslant \sum _{j=1 \atop j\neq i_{0}}^{n}|a_{i_{0},j}|}  , con lo que culmina la demostración.
Podemos enunciar a partir de esta definición el siguiente teorema de convergencia aplicable a los procesos iterativos de Jacobi y Gauss Seidel:
| Sea A una matriz cuadrada, si A es diagonal dominante, los métodos iterativos de Jacobi y Gauss-Seidel convergen a la solución del sistema de ecuaciones Ax=b. |

- Datos: Q27212903